# San Teodoro (diaconia)
La diaconia di San Teodoro, una delle sette originali, fu eretta da papa Agatone intorno al 678. Era situata nella X regione di Roma.
Nel 1587 la diaconia fu soppressa da papa Sisto V, ma, il 2 dicembre 1959, con la costituzione apostolica Siquidem sacrae, papa Giovanni XXIII la ripristinò.
Nel 2004 la chiesa di San Teodoro al Palatino fu donata alla Chiesa ortodossa, di conseguenza è stata soppressa la diaconia.

## Cronotassi dei titolari
- Benedetto (gennaio - settembre 972 eletto papa)
- Roberto (circa 1073 - prima del 1099)
- Bobone (1099 - circa 1117)
- Enrico Beccadelli, O.S.B. (circa 1117 - ?)
- Gualtiero (1120 - fine del 1121 o comunque prima del 1125)
- Ugo Hieramea (o Geremei) (1125 - circa 1129 deceduto)
- Matteo (1129 - 1130 ? deceduto)
- Alberto Teodoli (1130 - 1155 ? deceduto)
- Bonadies de Bonadie (dicembre 1155 - 1186 nominato cardinale presbitero di San Crisogono)
- Ardicio Rivoltella (1155 - 1186)
- Ugo Geremei (31 maggio 1186 - 1188 deceduto)
- Giovanni Malabranca (12 marzo 1188 - 1192 deceduto)
- Bobone (dicembre 1192 o 20 febbraio 1193 - 9 ottobre 1199 deceduto)[1]
  - Vacante (1199-1205)
- Gregorio Crescenzi (1205 - 1230 deceduto)
  - Vacante (1230-1316)
- Gian Gaetano Orsini (17 dicembre 1316 - 27 agosto 1335 nominato cardinale presbitero di San Marco)
  - Vacante (1335-1468)
- Teodoro Paleologo di Monferrato (27 aprile 1468 - 21 gennaio 1484 deceduto)
  - Vacante (1484-1492)
- Federico Sanseverino (26 luglio 1492 - 1º maggio 1510 nominato cardinale diacono di Sant'Angelo in Pescheria); in commendam (1º maggio 1510 - 17 maggio 1511)
- Alfonso Petrucci, titolo pro illa vice (17 maggio 1511 - 22 giugno 1517 dimesso)
- Francesco Pisani (22 ottobre 1518 - 3 maggio 1527 nominato cardinale presbitero di San Marco)
- Niccolò Gaddi (3 maggio 1527 - 9 gennaio 1545 nominato cardinale diacono dei San Vito e Modesto in Macello Martiri)
- Andrea Corner juniore (9 gennaio 1545 - 27 giugno 1550 nominato cardinale diacono di Santa Maria in Domnica)
- Luigi Cornaro (4 dicembre 1551 - 26 febbraio 1561); titolo pro illa vice (26 febbraio 1561 - 21 giugno 1564 nominato cardinale presbitero di San Marco)
- Tolomeo Gallio, titolo pro illa vice (15 maggio 1565 - 7 settembre 1565 nominato cardinale presbitero di San Pancrazio)
- Stanislaw Hosius, titolo pro illa vice (7 settembre 1565 - 10 febbraio 1570 nominato cardinale presbitero di Santa Prisca)
- Giulio Acquaviva d'Aragona (6 settembre 1570 - 21 luglio 1574 deceduto)
- Diaconia soppressa (1587-1959)
- William Theodore Heard (17 dicembre 1959 - 18 maggio 1970); titolo pro illa vice (18 maggio 1970 - 16 settembre 1973 deceduto)
  - Vacante (1973-1979)
- Ernesto Civardi (30 giugno 1979 - 28 novembre 1989 deceduto)
  - Vacante (1989-1994)
- Vincenzo Fagiolo (26 novembre 1994 - 22 settembre 2000 deceduto)
  - Vacante (2000-2004)
- Diaconia soppressa nel 2004